# Peucaea humeralis
El zacatonero de pecho negro o chingolo pechinegro (Peucaea humeralis) es una especie de ave paseriforme de la familia Passerellidae endémica de México, en la cuenca del río balsas, que abarca a los estados de Jalisco, Oaxaca, Guerrero, México, Morelos y Puebla, aunque también se le encuentra en Colima.

## Descripción

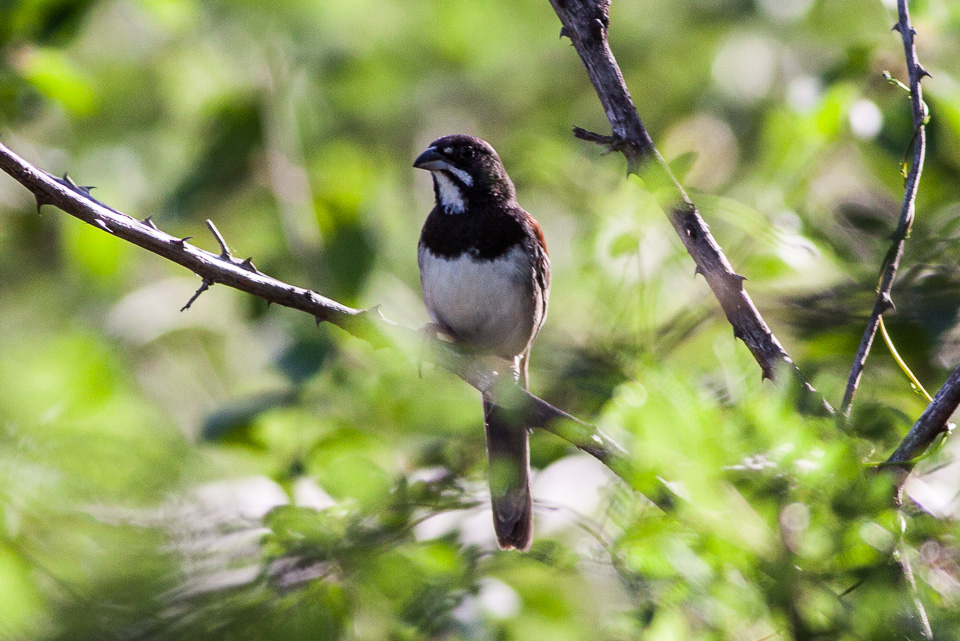

Su longitud alcanza los 15 cm en la edad adulta. Hembras y machos son similares. La cabeza es gris oscura, con una pequeña raya ocular blanca; presenta garganta y "bigote" blancos, separados por una raya negra. En la parte superior del pecho hay una banda negra gruesa. El resto del pecho es blanco y la parte ventral es ocre. También es distintivo de esta especie la espalda rojiza, que contrasta con el resto de las partes dorsales de color pardo, grisáceo.

## Distribución
Es una especie de montaña que se distribuye en el occidente y sur de México, desde Jalisco hasta Oaxaca, pasando por México, Morelos y Puebla. Prefiere zonas abundantes en vegetación arbustiva. Se alimenta de insectos, semillas y pequeños frutos. Ponen de 2 a 5 huevos en nidos techados elaborados con paja.